# 니시오아시촌
니시오아시촌(西大芦村)은 도치기현의 북서부 가미쓰가군에 속했던 촌이다. 

## 역사
- 1889년 4월 1일 - 정촌제 시행에 의해 가미쓰가군 니시오아시촌이 성립하였다.
- 1954년 10월 1일 - 히가시오아시촌, 기타오시하라촌, 기쿠사와촌, 이타가촌, 가소촌, 기타이누카이촌과 합병해 가누마시가 되었다.